# Athenaios
Athenaios của Naucratis (/ˌæθəˈniːəs/, tiếng Hy Lạp cổ: Ἀθήναιος Nαυκρατίτης, Athēnaios Naukratitēs; tiếng Latinh: Athenaeus Naucratita) là một nhà tu từ học và ngữ học người Hy Lạp, sinh sống vào khoảng cuối thế kỉ thứ và đầu thế kỉ 3 sau Công nguyên. Bộ Suda chỉ nói rằng ông sống trong thời Marcus Aurelius, nhưng sự khinh thường trong các bài nói của ông về Commodus, người mất năm 192, chứng tỏ rằng ông sống dưới thời đại này.
Một phần các ấn phẩm xuất bản của ông đã bị thất lạc, nhưng bộ Deipnosophistae hầu hết được giữ lại tới ngày nay.